# Società Sportiva Calcio Napoli 1989-1990
Questa voce raccoglie le informazioni riguardanti la Società Sportiva Calcio Napoli nelle competizioni ufficiali della stagione 1989-1990.

## Stagione

Marco Baroni esulta sotto la curva azzurra dopo il suo gol-scudetto alla del 29 aprile 1990

Nell'annata 1989-1990 il Napoli riconquista lo scudetto, a distanza di tre anni dalla prima, storica affermazione. Alberto Bigon raccoglie in panchina l'eredità di Ottavio Bianchi, con la squadra partenopea rinforzata dagli arrivi di Massimo Mauro dalla Juventus, del promettente Gianfranco Zola dalla Torres e del giovane Marco Baroni dal Lecce.
Malgrado il ritardo di condizione dei giocatori sudamericani, impegnati in estate nella Copa América, i partenopei rimangono imbattuti per i primi sedici turni di campionato: la prima, pesante sconfitta giunge infatti nell'ultimo incontro del girone di andata per mano della Lazio (3-0), rovescio che comunque non impedisce al Napoli di fare suo il simbolico titolo d'inverno. A fine febbraio, al Milan riesce dapprima l'aggancio e poi il sorpasso in campionato, approfittando dello scontro diretto nettamente perso dai campani (3-0) e di un altro rovescio maturato contro i campioni uscenti dell'Inter (3-1); i rossoneri eliminano ulteriormente i partenopei nella semifinale di Coppa Italia, dopo che gli uomini di Bigon avevano sconfitto il Monza ai tiri di rigore nel primo turno, la Reggina al secondo turno e quindi primeggiato su Fiorentina e Bologna nella successiva fase a gironi.
Il contro-aggancio arriva l'8 aprile, in una quart'ultima giornata ricca di polemiche incrociate. I rossoneri vengono fermati sul pareggio a Bologna (0-0), coi felsinei a cui viene peraltro negato un gol fantasma, mentre il Napoli, similmente bloccato a reti bianche a Bergamo al triplice fischio, ottiene il giorno dopo la vittoria a tavolino sull'Atalanta per via di una moneta da 100 lire lanciata dagli spalti e che aveva colpito in testa il giocatore partenopeo Alemão, costringendolo a dare forfait: l'accaduto lascia tuttavia pesanti strascichi – che si protrarranno per i decenni a venire – soprattutto in merito al comportamento del massaggiatore azzurro Salvatore Carmando, accusato nella circostanza di avere pretestuosamente enfatizzato la reale entità dell'infortunio occorso al brasiliano.
Le sorti del campionato si decidono nelle ultime due domeniche. Al penultimo turno dei fin troppo nervosi lombardi perdono inaspettatamente, anche stavolta tra le polemiche, sul campo del Verona (2-1), ancora fatale per la storia rossonera, mentre gli uomini di Bigon espugnano il Dall'Ara (2-4) sbrigando la pratica petroniana già nel primo quarto d'ora, tornando così in testa. La settimana seguente, il 29 aprile, una rete di Baroni nei primi minuti di gioco è sufficiente per battere la Lazio al San Paolo, rendendo ininfluente la larga vittoria del Milan sul Bari (4-0): gli azzurri chiudono il torneo due punti sopra i milanesi, cucendosi lo scudetto sul petto per la seconda volta.
Nella Coppa UEFA gli azzurri, detentori del trofeo, non riescono a difendere il successo dell'anno precedente: dopo avere sconfitto solo ai rigori i lusitani dello Sporting Lisbona al primo turno, e quindi gli svizzeri del Wettingen ai sedicesimi di finale, la squadra viene estromessa negli ottavi di finale dai tedeschi d'Occidente del Werder Brema.

## Divise e sponsor

Il neoacquisto Massimo Mauro in azione con la seconda divisa fasciata

Lo sponsor tecnico per la stagione 1989-1990 fu Ennerre, mentre lo sponsor ufficiale fu Mars.
| Casa | Trasferta | Terza divisa |

## Organigramma societario
Area direttiva
- Presidente: Corrado Ferlaino
- Direttore generale: Luciano Moggi

Area organizzativa
- Segretario: Luigi Pavarese
- Capo ufficio stampa: Carlo Iuliano

Area tecnica
- Direttore sportivo: Giorgio Perinetti
- Allenatore: Alberto Bigon
- Allenatore in seconda: Alberto Ginulfi
- Allenatore giovanili: Juan Carlos Morrone
- Preparatore atletico: Raffaele Cerullo

Area sanitaria
- Medico sociale: Roberto Bianciardi
- Massaggiatore: Salvatore Carmando

## Rosa

Alberto Bigon, tecnico del secondo Scudetto azzurro.

| N. |                    | Ruolo | Calciatore          |
| -- | ------------------ | ----- | ------------------- |
|    | Italia (bandiera)  | P     | Raffaele Di Fusco   |
|    | Italia (bandiera)  | P     | Giuliano Giuliani   |
|    | Italia (bandiera)  | D     | Marco Baroni        |
|    | Italia (bandiera)  | D     | Tebaldo Bigliardi   |
|    | Italia (bandiera)  | D     | Giancarlo Corradini |
|    | Italia (bandiera)  | D     | Ciro Ferrara        |
|    | Italia (bandiera)  | D     | Giovanni Francini   |
|    | Italia (bandiera)  | D     | Alessandro Renica   |
|    | Italia (bandiera)  | D     | Massimo Tarantino   |
|    | Brasile (bandiera) | C     | Alemão              |

| N. |                      | Ruolo | Calciatore                        |
| -- | -------------------- | ----- | --------------------------------- |
|    | Italia (bandiera)    | C     | Antonio Bucciarelli               |
|    | Italia (bandiera)    | C     | Massimo Crippa                    |
|    | Italia (bandiera)    | C     | Fernando De Napoli                |
|    | Italia (bandiera)    | C     | Luca Fusi                         |
|    | Italia (bandiera)    | C     | Massimo Mauro (II)                |
|    | Brasile (bandiera)   | A     | Careca                            |
|    | Italia (bandiera)    | A     | Andrea Carnevale (I)              |
|    | Argentina (bandiera) | A     | Diego Armando Maradona (capitano) |
|    | Italia (bandiera)    | A     | Maurizio Neri                     |
|    | Italia (bandiera)    | A     | Gianfranco Zola                   |

## Calciomercato

### Sessione estiva
| Acquisti | Acquisti          | Acquisti | Acquisti                  |
| R.       | Nome              | da       | Modalità                  |
| -------- | ----------------- | -------- | ------------------------- |
| D        | Marco Baroni      | Lecce    | definitivo                |
| D        | Massimo Tarantino | Catania  | definitivo                |
| C        | Massimo Mauro     | Juventus | definitivo (3 miliardi ₤) |
| A        | Gianfranco Zola   | Torres   | definitivo (2 miliardi ₤) |

| Cessioni | Cessioni          | Cessioni | Cessioni   |
| R.       | Nome              | a        | Modalità   |
| -------- | ----------------- | -------- | ---------- |
| D        | Giovanni Di Rocco | Torres   | prestito   |
| D        | Massimo Filardi   | Avellino | prestito   |
| C        | Francesco Romano  | Torino   | definitivo |

### Sessione autunnale
| Acquisti | Acquisti | Acquisti | Acquisti |
| R.       | Nome     | da       | Modalità |
| -------- | -------- | -------- | -------- |

| Cessioni | Cessioni          | Cessioni | Cessioni   |
| R.       | Nome              | a        | Modalità   |
| -------- | ----------------- | -------- | ---------- |
| D        | Massimo Tarantino | Monza    | prestito   |
| A        | Maurizio Neri     | Pisa     | definitivo |

## Risultati

### Serie A

#### Girone di andata
| Arbitro: | Longhi (Roma) |

|  |           |            |
|  | Marcatori | 24’ Crippa |

| Arbitro: | Magni (Bergamo) |

|            |           |  |
| Renica 48’ | Marcatori |  |

| Cesena 6 settembre 1989 3ª giornata | Cesena            | 0 – 0 referto | Napoli | Stadio Dino Manuzzi (25 943 spett.)\| Arbitro: \| Pairetto (Torino) \| |
| Arbitro:                            | Pairetto (Torino) |               |        |                                                                        |

| Arbitro: | Longhi (Roma) |

|               |           |                                |
| Gutiérrez 62’ | Marcatori | 38’ M. Mauro 52’ (rig.) Careca |

| Arbitro: | F. Baldas (Trieste) |

|                                           |           |                        |
| Pioli 61’ (aut.) Careca 76’ Corradini 87’ | Marcatori | 22’, 31’ (rig.) Baggio |

| Arbitro: | Lanese (Messina) |

|             |           |              |
| Dezotti 45’ | Marcatori | 78’ Maradona |

| Arbitro: | Pairetto (Nichelino) |

|                                    |           |  |
| A. Carnevale 19’, 45’ Maradona 84’ | Marcatori |  |

| Arbitro: | Magni (Bergamo) |

|          |           |                     |
| Comi 10’ | Marcatori | 55’ (rig.) Maradona |

| Arbitro: | Longhi (Roma) |

|                         |           |  |
| Careca 75’ Maradona 84’ | Marcatori |  |

| Arbitro: | Lo Bello (Siracusa) |

|                 |           |                     |
| D. Fontolan 34’ | Marcatori | 60’ (rig.) Maradona |

| Arbitro: | Cornieti (Forlì) |

|                                |           |                        |
| Fusi 22’ A. Carnevale 33’, 89’ | Marcatori | 5’ Virdis 46’ A. Conte |

| Arbitro: | Agnolin (Bassano del Grappa) |

|                     |           |             |
| Maradona 24’ (rig.) | Marcatori | 60’ Dossena |

| Arbitro: | Lanese (Messina) |

|                |           |            |
| D. Bonetti 73’ | Marcatori | 16’ Crippa |

| Arbitro: | Pairetto (Torino) |

|                                      |           |               |
| Crippa 9’ Careca 28’ (rig.) Zola 48’ | Marcatori | 50’ Pasciullo |

| Arbitro: | Lo Bello (Siracusa) |

|            |           |                  |
| Monelli 6’ | Marcatori | 82’ A. Carnevale |

| Arbitro: | Luci (Firenze) |

|                      |           |  |
| Careca 3’ Baroni 76’ | Marcatori |  |

| Arbitro: | Agnolin (Bassano del Grappa) |

|                           |           |  |
| Amarildo 36’, 81’ Pin 77’ | Marcatori |  |

#### Girone di ritorno
| Arbitro: | Amendolia (Messina) |

|                  |           |  |
| A. Carnevale 66’ | Marcatori |  |

| Arbitro: | Pairetto (Torino) |

|                        |           |                                   |
| De Vitis 3’ Mattei 86’ | Marcatori | 88’ (rig.) Maradona 90’ Corradini |

| Arbitro: | Magni (Bergamo) |

|            |           |  |
| Crippa 26’ | Marcatori |  |

| Arbitro: | Felicani (Bologna) |

|                                    |           |  |
| Giacomarro 16’ (aut.) Maradona 43’ | Marcatori |  |

| Arbitro: | Lo Bello (Siracusa) |

|  |           |          |
|  | Marcatori | 19’ Fusi |

| Arbitro: | Ceccarini (Livorno) |

|                              |           |  |
| Alemão 24’ Maradona 33’, 67’ | Marcatori |  |

| Arbitro: | Agnolin (Bassano del Grappa) |

|                                        |           |  |
| Massaro 47’ Maldini 71’ Van Basten 86’ | Marcatori |  |

| Arbitro: | Luci (Firenze) |

|                                            |           |         |
| Maradona 53’ (rig.), 72’ (rig.) Careca 62’ | Marcatori | 4’ Nela |

| Arbitro: | Agnolin (Bassano del Grappa) |

|                                              |           |           |
| Ferrara 49’ (aut.) Klinsmann 53’ Bianchi 58’ | Marcatori | 7’ Careca |

| Arbitro: | F. Baldas (Trieste) |

|                       |           |         |
| Francini 46’ Zola 90’ | Marcatori | 80’ Paz |

| Arbitro: | Pairetto (Torino) |

|              |           |                  |
| Pasculli 68’ | Marcatori | 54’ A. Carnevale |

| Arbitro: | Lo Bello (Siracusa) |

|                             |           |            |
| Dossena 37’ A. Lombardo 67’ | Marcatori | 50’ Careca |

| Arbitro: | Longhi (Roma) |

|                                |           |                        |
| Maradona 13’, 28’ Francini 64’ | Marcatori | 61’ (rig.) De Agostini |

| Bergamo 8 aprile 1990 31ª giornata | Atalanta                     | 0 – 2 A Tav. referto | Napoli | Stadio Atleti Azzurri d'Italia (32 000 spett.)\| Arbitro: \| Agnolin (Bassano del Grappa) \| |
| Arbitro:                           | Agnolin (Bassano del Grappa) |                      |        |                                                                                              |

| Arbitro: | Fabricatore (Roma) |

|                                                 |           |  |
| Maradona 27’ (rig.) A. Carnevale 53’ Careca 70’ | Marcatori |  |

| Arbitro: | Longhi (Roma) |

|                         |           |                                               |
| De Marchi 47’ Iliev 90’ | Marcatori | 3’ Careca 9’ Maradona 15’ Francini 85’ Alemão |

| Arbitro: | Sguizzato (Verona) |

|           |           |  |
| Baroni 7’ | Marcatori |  |

### Coppa Italia

#### Fase eliminatoria
| Arbitro: | Felicani (Bologna) |

| |                       |                                                                                            |
| A. Carnevale 84’                                                                                     | Marcatori             | 64’ Cappellini                                                                             |
| M. Neri Ferrara M. Mauro Baroni Zola Corradini Bigliardi M. Tarantino A. Carnevale Francini Giuliani | Tiri di rigore 10 – 9 | Cappellini Consonni De Patre Monguzzi Mancuso Fontanini Viviani Rossi Rondini Turci Pinato |

| Arbitro: | Cornieti (Forlì) |

|                            |           |  |
| Zola 20’ Renica 22’ (rig.) | Marcatori |  |

#### Fase a gironi
| Arbitro: | F. Baldas (Trieste) |

|                         |           |  |
| Francini 11’ Alemão 38’ | Marcatori |  |

| Arbitro: | Coppetelli (Tivoli) |

|           |           |              |
| Dunga 22’ | Marcatori | 48’ Maradona |

#### Fase a eliminazione diretta
| Milano 31 gennaio 1990 Semifinale - Andata | Milan               | 0 – 0 | Napoli | Stadio Giuseppe Meazza\| Arbitro: \| F. Baldas (Trieste) \| |
| Arbitro:                                   | F. Baldas (Trieste) |       |        |                                                             |

| Arbitro: | Lanese (Messina) |

|                     |           |                                        |
| Maradona 78’ (rig.) | Marcatori | 43’, 88’ Massaro 76’ (rig.) Van Basten |

### Coppa UEFA
| Lisbona 14 settembre 1989 Trentaduesimi di finale - Andata | Sporting Lisbona | 0 – 0 | Napoli | Stadio José Alvalade\| Arbitro: \| Courtney \| |
| Arbitro:                                                   | Courtney         |       |        |                                                |

| Arbitro: | Biguet |

|                                                |                      |                                                      |
| Crippa Careca M. Mauro Baroni Maradona Ferrara | Tiri di rigore 4 – 3 | Luizinho Douglas Marlon Cascavel Carlos Manuel Gomes |

| Zurigo 18 ottobre 1989 Sedicesimi di finale - Andata | Wettingen   | 0 – 0 | Napoli | Stadio Letzigrund\| Arbitro: \| Crăciunescu \| |
| Arbitro:                                             | Crăciunescu |       |        |                                                |

| Arbitro: | Azzopardi |

|                                |           |               |
| Baroni 68’ M. Mauro 75’ (rig.) | Marcatori | 15’ Bertelsen |

| Arbitro: | Karlsson |

|                       |           |                                   |
| Alemão 52’ Careca 65’ | Marcatori | 41’ Neubarth 46’ Riedle 90’ Rufer |

| Arbitro: | Soriano Aladrén |

|                                               |           |            |
| Riedle 27’, 62’ Rufer 55’ Sauer 88’ Eilts 89’ | Marcatori | 70’ Careca |

## Statistiche

### Statistiche di squadra
| Competizione | Punti | In casa | In casa | In casa | In casa | In casa | In casa | In trasferta | In trasferta | In trasferta | In trasferta | In trasferta | In trasferta | Totale | Totale | Totale | Totale | Totale | Totale | DR  |
| Competizione | Punti | G       | V       | N       | P       | Gf      | Gs      | G            | V            | N            | P            | Gf           | Gs           | G      | V      | N      | P      | Gf     | Gs     | DR  |
| ------------ | ----- | ------- | ------- | ------- | ------- | ------- | ------- | ------------ | ------------ | ------------ | ------------ | ------------ | ------------ | ------ | ------ | ------ | ------ | ------ | ------ | --- |
| Serie A      | 51    | 17      | 16      | 1       | 0       | 37      | 9       | 17           | 5            | 8            | 4            | 20           | 22           | 34     | 21     | 9      | 4      | 57     | 31     | +26 |
| Coppa Italia |       | 4       | 2       | 1       | 1       | 6       | 4       | 2            | 0            | 2            | 0            | 1            | 1            | 6      | 2      | 3      | 1      | 7      | 5      | +2  |
| Coppa UEFA   |       | 3       | 1       | 1       | 1       | 4       | 4       | 3            | 0            | 2            | 1            | 1            | 5            | 6      | 1      | 3      | 2      | 5      | 9      | -4  |
| Totale       |       | 24      | 19      | 3       | 2       | 47      | 17      | 19           | 5            | 12           | 5            | 22           | 28           | 43     | 24     | 15     | 7      | 69     | 45     | +24 |

### Andamento in campionato
| Giornata  | 1 | 2 | 3 | 4 | 5 | 6 | 7 | 8 | 9 | 10 | 11 | 12 | 13 | 14 | 15 | 16 | 17 | 18 | 19 | 20 | 21 | 22 | 23 | 24 | 25 | 26 | 27 | 28 | 29 | 30 | 31 | 32 | 33 | 34 |
| --------- | - | - | - | - | - | - | - | - | - | -- | -- | -- | -- | -- | -- | -- | -- | -- | -- | -- | -- | -- | -- | -- | -- | -- | -- | -- | -- | -- | -- | -- | -- | -- |
| Luogo     | T | C | T | T | C | T | C | T | C | T  | C  | C  | T  | C  | T  | C  | T  | C  | T  | C  | C  | T  | C  | T  | C  | T  | C  | T  | T  | C  | T  | C  | T  | C  |
| Risultato | V | V | N | V | V | N | V | N | V | N  | V  | N  | N  | V  | N  | V  | P  | V  | N  | V  | V  | V  | V  | P  | V  | P  | V  | N  | P  | V  | V  | V  | V  | V  |
| Posizione | 1 | 1 | 1 | 1 | 1 | 1 | 1 | 1 | 1 | 1  | 1  | 1  | 1  | 1  | 1  | 1  | 1  | 1  | 1  | 1  | 1  | 1  | 1  | 1  | 1  | 2  | 2  | 2  | 2  | 2  | 1  | 1  | 1  | 1  |

Fonte: http://calcio-seriea.net/allenatori_squadra/1989/981/
Legenda:

Luogo: C = Casa; T = Trasferta. Risultato: V = Vittoria; N = Pareggio; P = Sconfitta.

### Statistiche dei giocatori
| Giocatore        | Serie A  | Serie A | Serie A     | Serie A    | Coppa Italia | Coppa Italia | Coppa Italia | Coppa Italia | Coppa UEFA | Coppa UEFA | Coppa UEFA  | Coppa UEFA | Totale   | Totale | Totale      | Totale     |
| Giocatore        | Presenze | Reti    | Ammonizioni | Espulsioni | Presenze     | Reti         | Ammonizioni  | Espulsioni   | Presenze   | Reti       | Ammonizioni | Espulsioni | Presenze | Reti   | Ammonizioni | Espulsioni |
| ---------------- | -------- | ------- | ----------- | ---------- | ------------ | ------------ | ------------ | ------------ | ---------- | ---------- | ----------- | ---------- | -------- | ------ | ----------- | ---------- |
| Alemão           | 27       | 2       | ?           | ?          | 3            | 1            | ?            | ?            | 5          | 1          | ?           | ?          | 35       | 4      | ?           | ?          |
| M. Baroni        | 33       | 2       | ?           | ?          | 5            | 0            | ?            | ?            | 6          | 1          | ?           | ?          | 44       | 3      | ?           | ?          |
| T. Bigliardi     | 7        | 0       | ?           | ?          | 3            | 0            | ?            | ?            | 1          | 0          | ?           | ?          | 11       | 0      | ?           | ?          |
| A. Bucciarelli   | 2        | 0       | ?           | ?          | 2            | 0            | ?            | ?            | -          | -          | -           | -          | 4        | 0      | 0+          | 0+         |
| Careca           | 22       | 10      | ?           | ?          | 1            | 0            | ?            | ?            | 6          | 2          | ?           | ?          | 29       | 12     | ?           | ?          |
| A. Carnevale (I) | 31       | 8       | ?           | ?          | 5            | 1            | ?            | ?            | 6          | 0          | ?           | ?          | 42       | 9      | ?           | ?          |
| G. Corradini     | 28       | 2       | ?           | ?          | 6            | 0            | ?            | ?            | 4          | 0          | ?           | ?          | 38       | 2      | ?           | ?          |
| M. Crippa        | 32       | 4       | ?           | ?          | 5            | 0            | ?            | ?            | 5          | 0          | ?           | ?          | 42       | 4      | ?           | ?          |
| F. De Napoli     | 32       | 0       | ?           | ?          | 3            | 0            | ?            | ?            | 6          | 0          | ?           | ?          | 41       | 0      | ?           | ?          |
| R. Di Fusco      | 2        | -3      | ?           | ?          | -            | -            | -            | -            | -          | -          | -           | -          | 2        | -3     | 0+          | 0+         |
| C. Ferrara       | 33       | 0       | ?           | ?          | 6            | 0            | ?            | ?            | 6          | 0          | ?           | ?          | 45       | 0      | ?           | ?          |
| G. Francini      | 26       | 3       | ?           | ?          | 6            | 1            | ?            | ?            | 4          | 0          | ?           | ?          | 36       | 4      | ?           | ?          |
| L. Fusi          | 29       | 2       | ?           | ?          | 5            | 0            | ?            | ?            | 6          | 0          | ?           | ?          | 40       | 2      | ?           | ?          |
| G. Giuliani      | 32       | -28     | ?           | ?          | 6            | -5           | ?            | ?            | 6          | -9         | ?           | ?          | 44       | -42    | ?           | ?          |
| D. Maradona      | 28       | 16      | ?           | ?          | 3            | 2            | ?            | ?            | 5          | 0          | ?           | ?          | 36       | 18     | ?           | ?          |
| M. Mauro (II)    | 30       | 1       | ?           | ?          | 5            | 0            | ?            | ?            | 5          | 1          | ?           | ?          | 40       | 2      | ?           | ?          |
| M. Neri          | 3        | 0       | ?           | ?          | 2            | 0            | ?            | ?            | -          | -          | -           | -          | 5        | 0      | 0+          | 0+         |
| A. Renica        | 8        | 1       | ?           | ?          | 2            | 1            | ?            | ?            | 3          | 0          | ?           | ?          | 13       | 2      | ?           | ?          |
| M. Tarantino     | 1        | 0       | ?           | ?          | 1            | 0            | ?            | ?            | -          | -          | -           | -          | 2        | 0      | 0+          | 0+         |
| G. Zola          | 18       | 2       | ?           | ?          | 6            | 1            | ?            | ?            | 2          | 0          | ?           | ?          | 26       | 3      | ?           | ?          |